# Beaucarnea
Beaucarnea ist eine Pflanzengattung, die zur Familie der Spargelgewächse (Asparagaceae) gehört. Sie ist in Zentralamerika verbreitet.

## Beschreibung

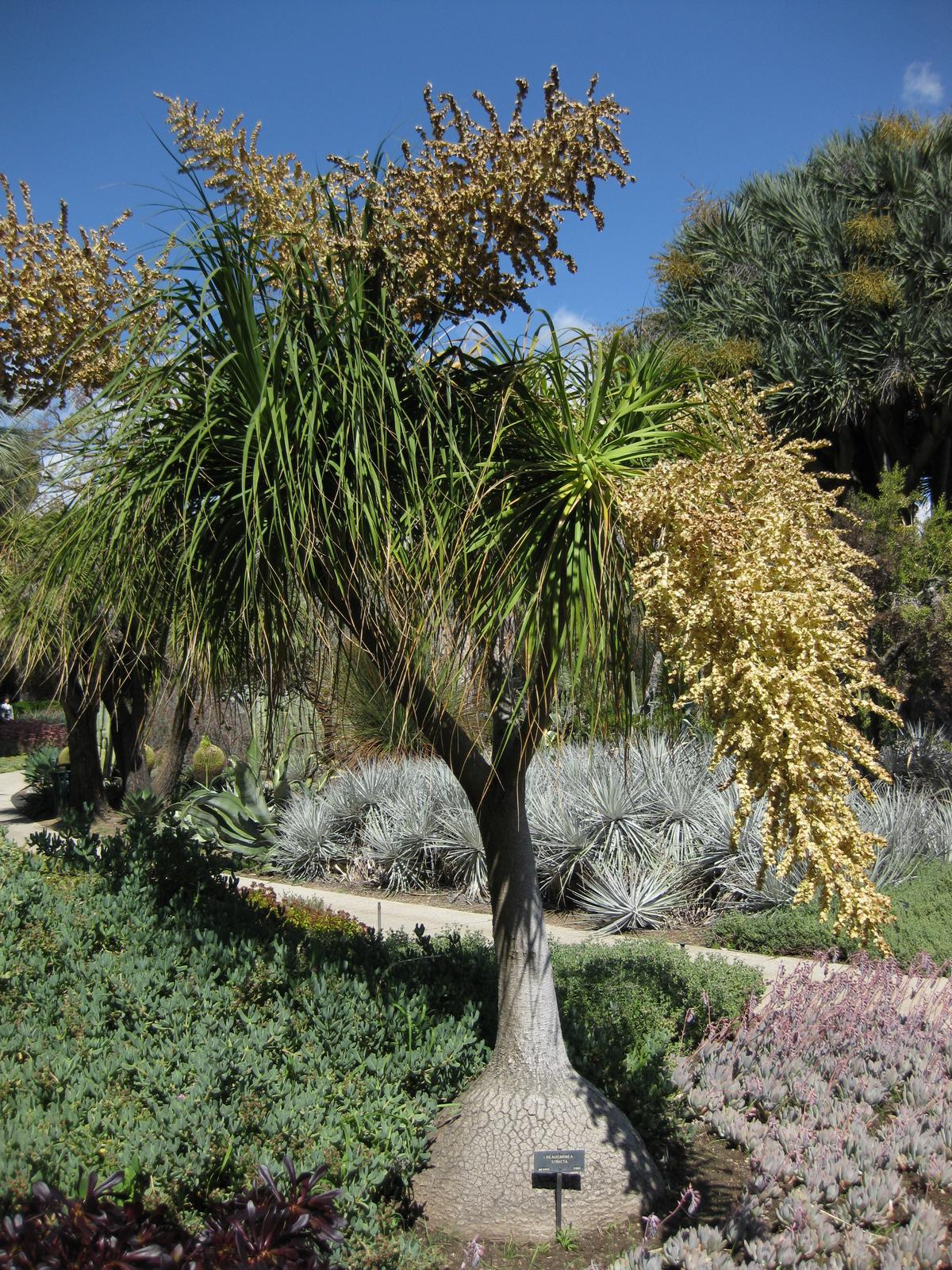
Beaucarnea stricta

### Vegetative Merkmale
Die Arten der Gattung Beaucarnea wachsen strauchig bis baumförmig. Die verlängerten Stämme sind an der Basis geschwollen und zur Spitze hin verjüngt. Durch die Reste der Blattbasen erscheint ihre Oberfläche unregelmäßig narbig. Die in Rosetten zusammen stehenden, ausdauernden Laubblätter besitzen eine breit linealische, steife, spitz zulaufende, gefurchte, an ihrer Basis verbreiterte Blattspreiten. Die Blattränder sind gezähnt, glatt oder leicht rau.

### Generative Merkmale
Der rispige Blütenstand enthält zahlreiche gestielte Blüten. Die relativ kleinen, wohlriechenden Blüten sind dreizählig und eingeschlechtig, nur selten sind einige wenige zwittrig. Die zwei mal drei Blütenhüllblätter sind weiß, gelb oder cremefarben. Männliche Blüten sind kurzlebig. Der Fruchtknoten enthält zwei bis drei Samenanlagen. Es werden dreiflüglige Kapselfrüchte gebildet.

## Systematik und Verbreitung
Die Gattung Beaucarnea ist in Zentralamerika in Mexiko, Guatemala, Belize, Honduras und eventuell Nicaragua verbreitet.
Die Gattung Beaucarnea ist nach Bogler et al. 1996 nahe mit den Gattungen Nolina und Calibanus verwandt:
|  | Dasylirion                                               |
|  |                                                          |
|  | \| \| Beaucarnea \| \| \| \| \| \| Calibanus \| \| \| \| |
|  |                                                          |
|  | Beaucarnea                                               |
|  |                                                          |
|  | Calibanus                                                |
|  |                                                          |

|  | Beaucarnea |
|  |            |
|  | Calibanus  |
|  |            |

|  | Nolina |
|  |        |

|  | Dasylirion                                               |
|  |                                                          |
|  | \| \| Beaucarnea \| \| \| \| \| \| Calibanus \| \| \| \| |
|  |                                                          |
|  | Beaucarnea                                               |
|  |                                                          |
|  | Calibanus                                                |
|  |                                                          |

|  | Beaucarnea |
|  |            |
|  | Calibanus  |
|  |            |

|  | Nolina |
|  |        |

Nach Rojas-Piña et al. 2014 sind Beaucarnea und Nolina eigenständige Gattungen, aber die Arten der Gattung Calibanus werden in die Gattung Beaucarnea eingegliedert.
Die Gattung Beaucarnea wurde 1861 durch Charles Lemaire aufgestellt. Typusart ist Beaucarnea recurvata Lem. Der botanische Gattungsname Beaucarnea ehrt Jean-Baptiste Beaucarne, einen belgischen Sukkulentenliebhaber und Notar in Ename, der als Erster Blüten beim Beaucarnea recurvata erzielte.
William Trelease gliederte die Gattung 1911 in die beiden Sektionen Beaucarnea und Papillatae. Die Gattung Beaucarnea ist nur unzureichend bekannt. Zu ihr gehören die folgenden Arten:
- Sektion Beaucarnea:
  - Beaucarnea goldmanii Rose
  - Beaucarnea guatemalensis Rose
  - Beaucarnea pliabilis (Baker) Rose
  - Beaucarnea recurvata Lem.

- Sektion Papillatae (Trel.) Thiede:
  - Beaucarnea compacta L.Hern. & Zamudio
  - Beaucarnea glassiana (L.Hern. & Zamudio) V.Rojas-Piña (Syn.: Calibanus glassianus L.Hern. & Zamudio)[2]
  - Beaucarnea gracilis Lem.
  - Beaucarnea hiriartiae L.Hern.
  - Beaucarnea hookeri (Lem.) Baker (Syn.: Calibanus hookeri (Lem.) Trel.)[2] Sie hat die Chromosomenzahl 2n = 38.[8]
  - Beaucarnea olsonii V.Rojas-Piña & L.O.Alvarado: Die 2016 erstbeschriebene Art kommt im mexikanischen Bundesstaat Puebla vor.[7]
  - Beaucarnea purpusii Rose: Sie kommt in den mexikanischen Bundesstaaten Puebla und Oaxaca vor.[7]
  - Beaucarnea sanctomariana L.Hern.
  - Beaucarnea stricta Lem.

Fritz Hochstätter gliedert die Gattung im Jahr 2016 anders als Trelease 1911, und unterscheidet:
- Sektion Mexicanae Hochstätter mit der Typus-Art Beaucarnea hookeri und den Arten: Beaucarnea recurvata, Beaucarnea sanctomariana, Beaucarnea gracilis, Beaucarnea compacta, Beaucarnea glassiana, Beaucarnea purpusii, Beaucarnea stricta und Beaucarnea hiriartiae.
- Sektion South-Americanae Hochstätter mit der Typus-Art Beaucarnea pliabilis und den Arten Beaucarnea guatemalensis und Beaucarnea goldmanii.

## Nachweise